# Municipio de Rollin
El municipio de Rollin (en inglés: Rollin Township) es un municipio ubicado en el condado de Lenawee en el estado estadounidense de Míchigan. En el año 2010 tenía una población de 3270 habitantes y una densidad poblacional de 34,98 personas por km².

## Geografía
El municipio de Rollin se encuentra ubicado en las coordenadas 41°56′10″N 84°17′59″O / 41.93611, -84.29972. Según la Oficina del Censo de los Estados Unidos, el municipio tiene una superficie total de 93.48 km², de la cual 87,23 km² corresponden a tierra firme y (6,69 %) 6,25 km² es agua.

## Demografía
Según el censo de 2010, había 3270 personas residiendo en el municipio de Rollin. La densidad de población era de 34,98 hab./km². De los 3270 habitantes, el municipio de Rollin estaba compuesto por el 97,06 % blancos, el 0,24 % eran afroamericanos, el 0,4 % eran amerindios, el 0,34 % eran asiáticos, el 0,61 % eran de otras razas y el 1,35 % eran de una mezcla de razas. Del total de la población el 2,6 % eran hispanos o latinos de cualquier raza.